# 長野県立美術館
長野県立美術館（ながのけんりつびじゅつかん、英: Nagano Prefectural Art Museum）は、長野県長野市にある県立美術館。善光寺東側の城山公園内に立地する。前身は長野県信濃美術館（ながのけんしなのびじゅつかん）。
主に郷土作家の作品や郷土の風景画を中心に収蔵する「本館」と、長野県の風景を好んで描いた日本画家・東山魁夷の作品を収蔵する「東山魁夷館」（Higashiyama Kaii Gallery）から成る。

## 歴史
前身の信濃美術館は、1962年（昭和37年）に始まった「長野県に美術館を」という県民の声に応じて、1966年（昭和41年）に財団法人の運営で開館し、1969年（昭和44年）に県に移管され県立美術館となった。現在でも長野県唯一の県立美術館である。菱田春草、荻原碌山、池田満寿夫、松井康成といった県出身作家の作品や、県内の風景を描いた作品を収蔵する。
その後1987年（昭和62年）に東山魁夷がゆかりの地である長野県に作品・図書を寄贈したことを受け、1990年（平成2年）に東山魁夷館が併設された。設計は当時存命だった東山魁夷の意向で、東山の友人の息子である谷口吉生が担当した。
施設の老朽化、狭隘な施設、学芸員の不足など、数々の問題が指摘され、東山魁夷館は2017年5月31日から、信濃美術館は2017年10月1日から休館し、全面的な再整備を行うことが決定した。2017年6月5日、長野県は信濃美術館と東山魁夷館の今後の方針を決定し、信濃美術館本館は改築（建築費100億円）、東山魁夷館は改修（工費10億円）とし、両館の延床面積は改築・改修前の2.5倍にあたる1万2000m2となる。
新たな美術館は、建築家・宮崎浩／株式会社プランツアソシエイツの設計により、2020年3月19日に竣工。2021年にJIA日本建築大賞を受賞、2022年には日本建設業連合会主催の第63回BCS賞を受賞した。

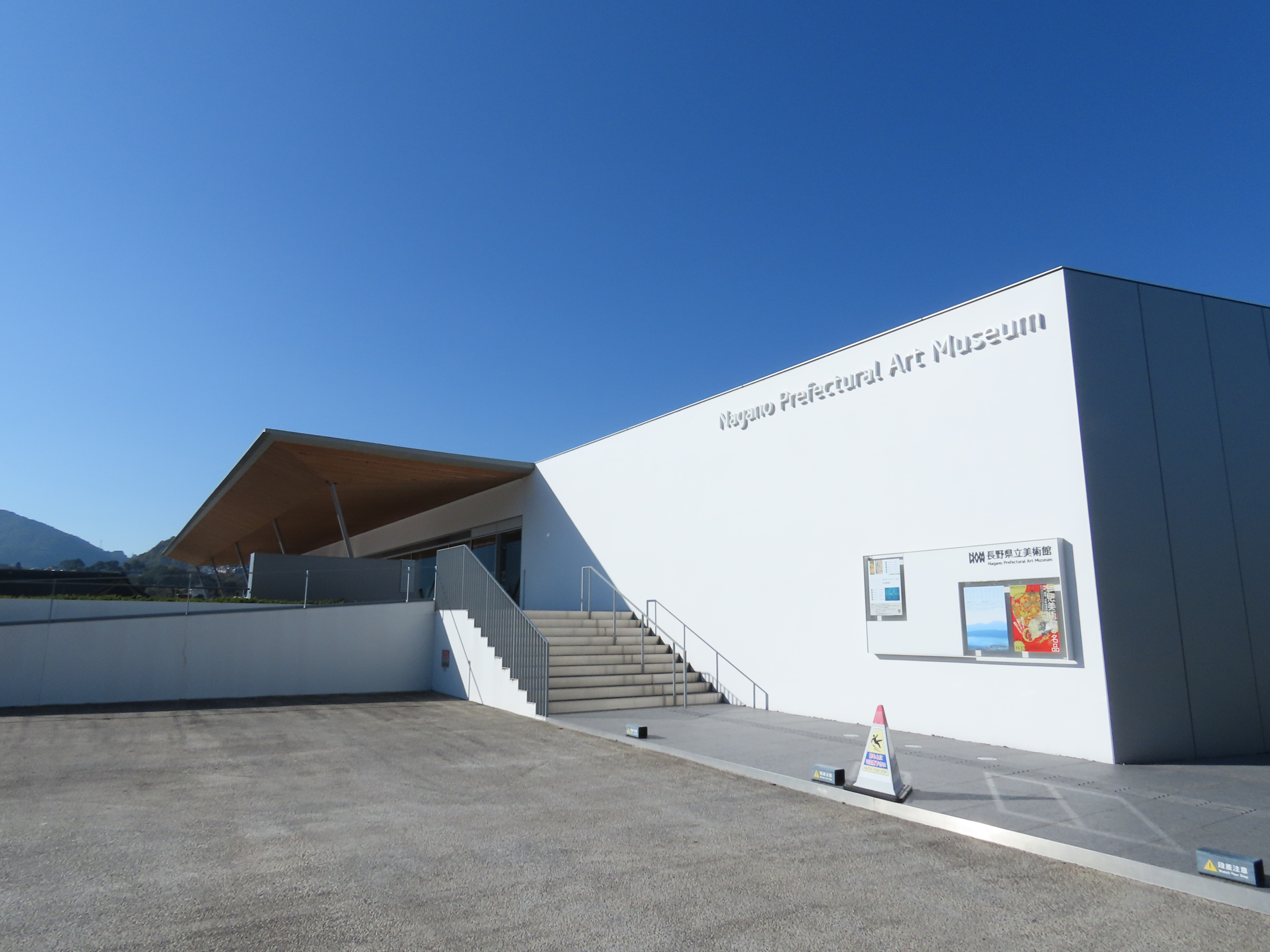
本館3階出入口（2024年）
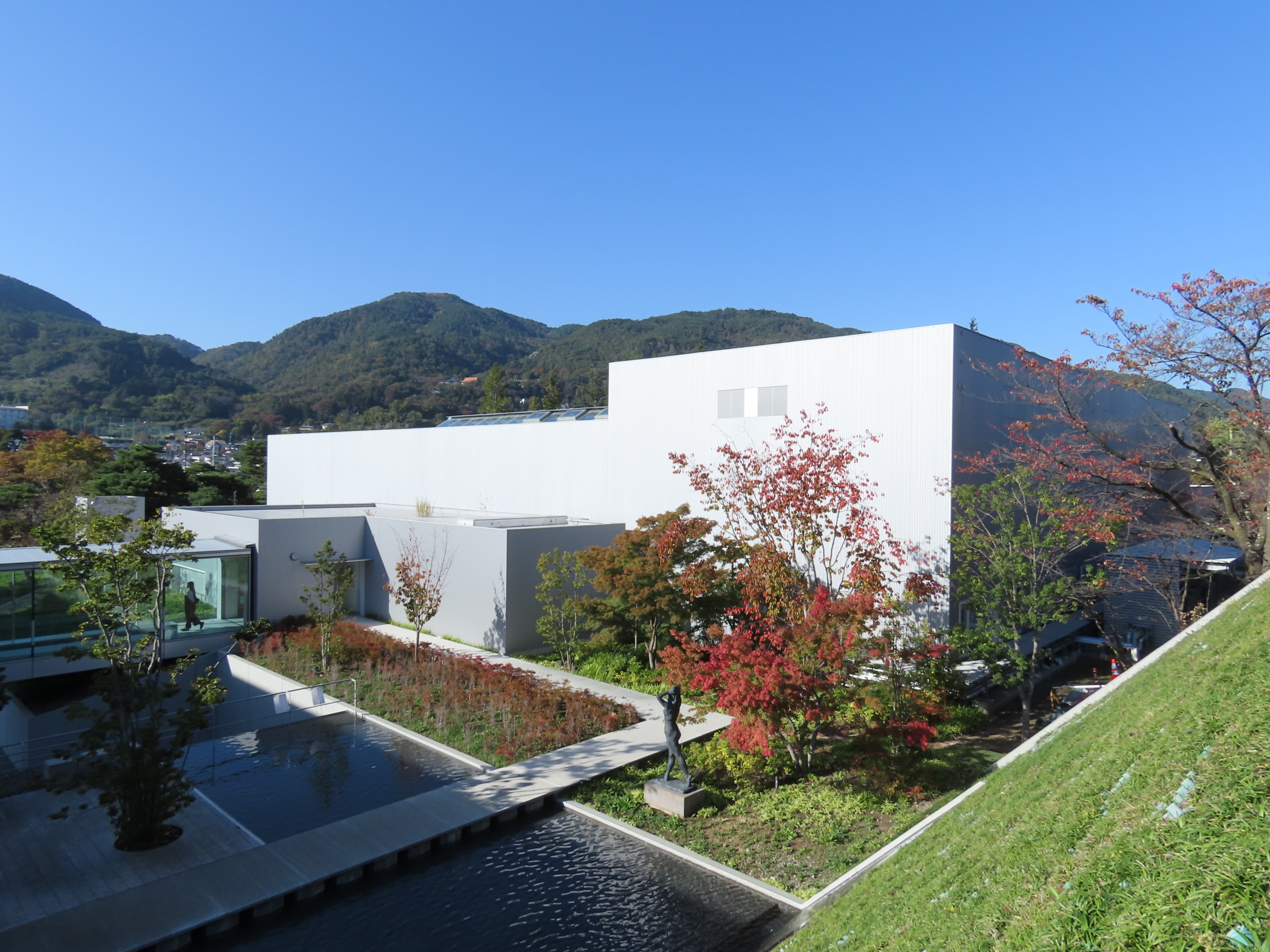
東山魁夷館（2024年）
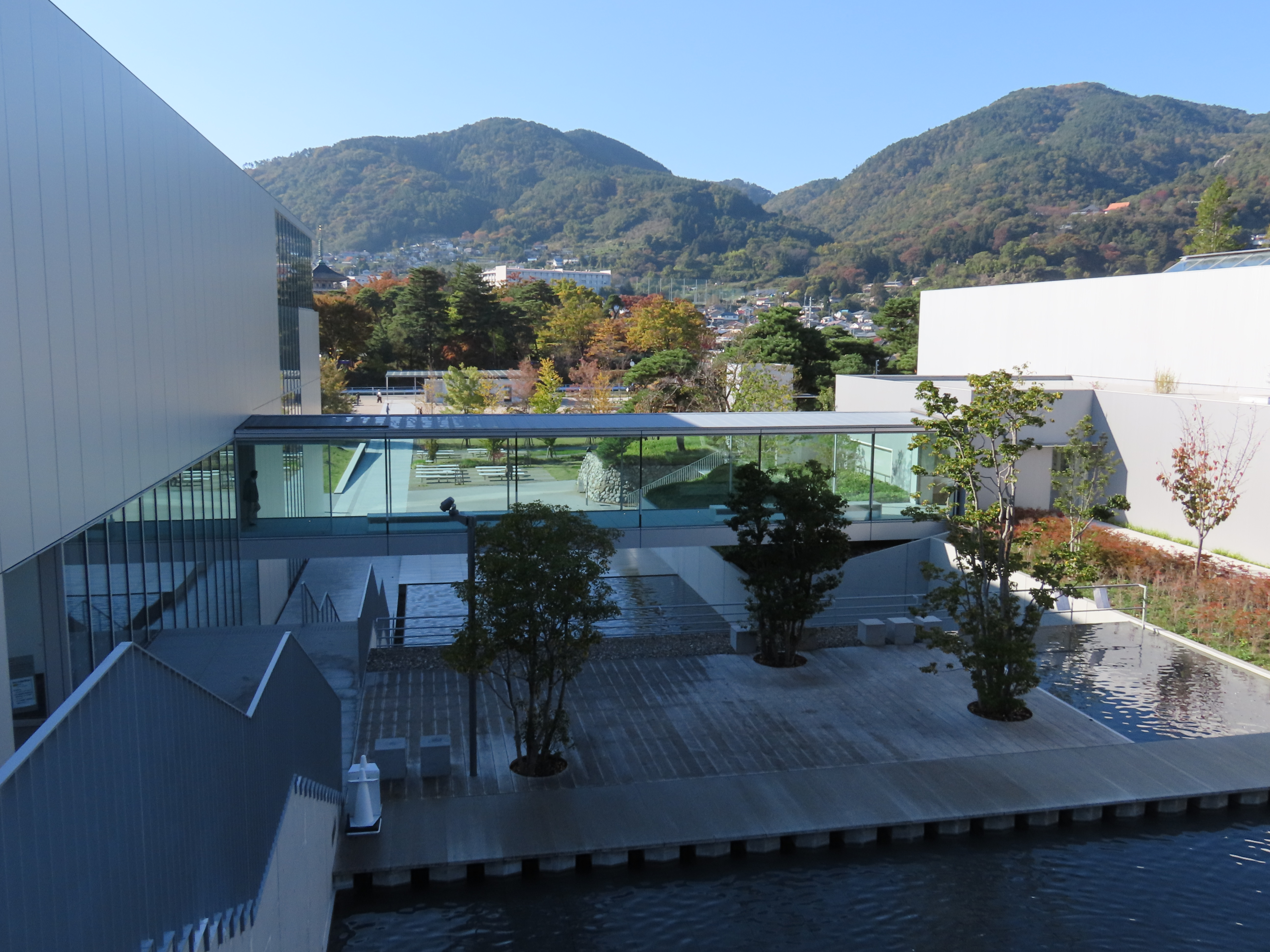
連絡ブリッジ（2024年）

## 沿革
- 1965年（昭和40年）3月23日 - 財団法人信濃美術館設立
- 1966年（昭和41年）10月1日 - 信濃美術館開館
- 1969年（昭和44年）6月1日 - 長野県に移管され、長野県信濃美術館となる
- 1986年（昭和61年）4月1日 - 財団法人長野県文化振興事業団に管理を委託
- 1987年（昭和62年）9月22日 - 東山魁夷、長野県に作品等を寄贈。11月20日に東山魁夷館の基本構想が発表される
- 1990年（平成2年）4月26日 - 信濃美術館に併設して、東山魁夷館開館
- 2017年（平成29年）5月31日 - 東山魁夷館休館
- 2017年（平成29年）10月1日 - 信濃美術館休館
- 2019年（令和元年）10月5日 - 東山魁夷館リニューアルオープン[3]
- 2021年（令和3年）4月10日 - 長野県立美術館としてリニューアルオープン[4]

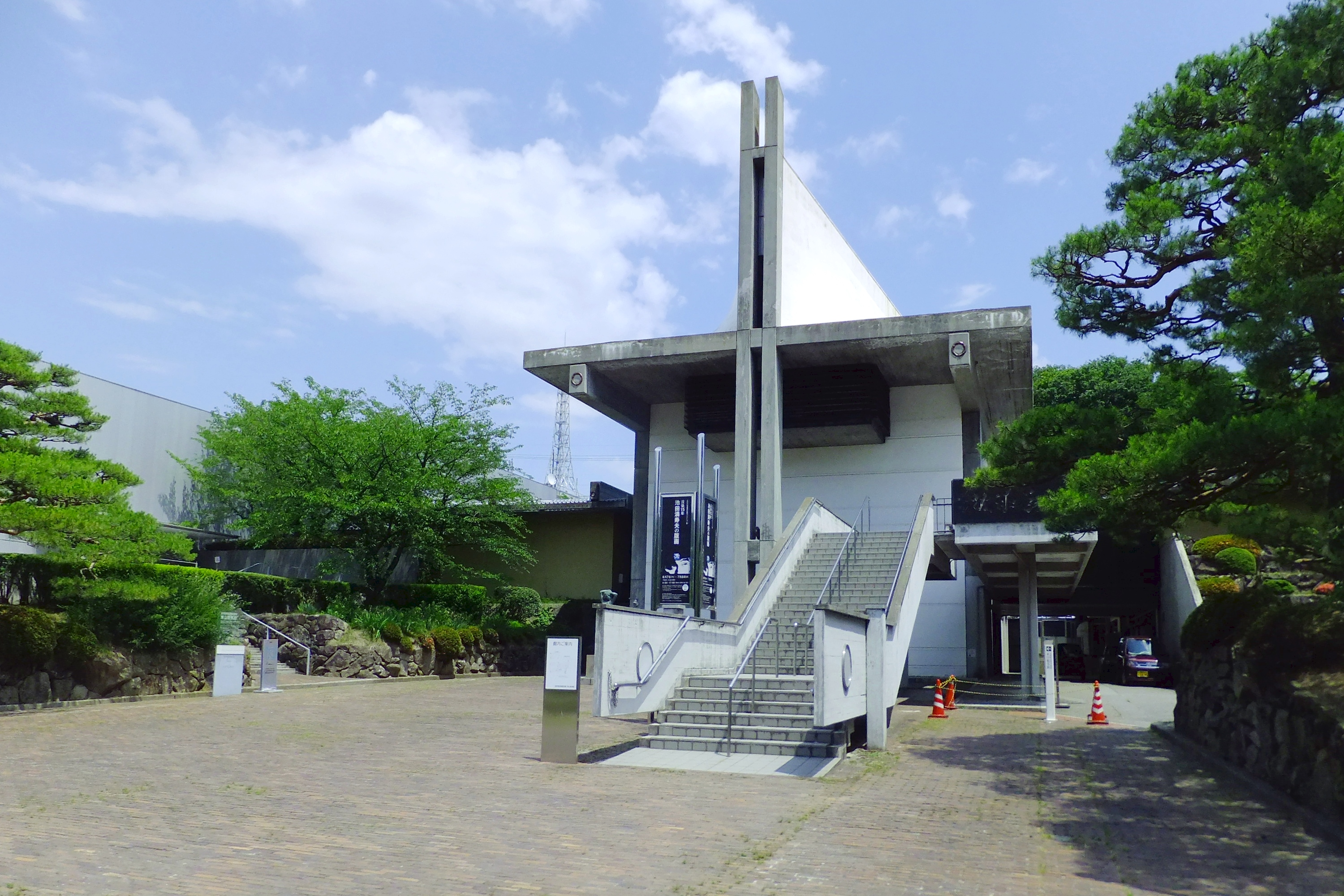
長野県信濃美術館（2012年）
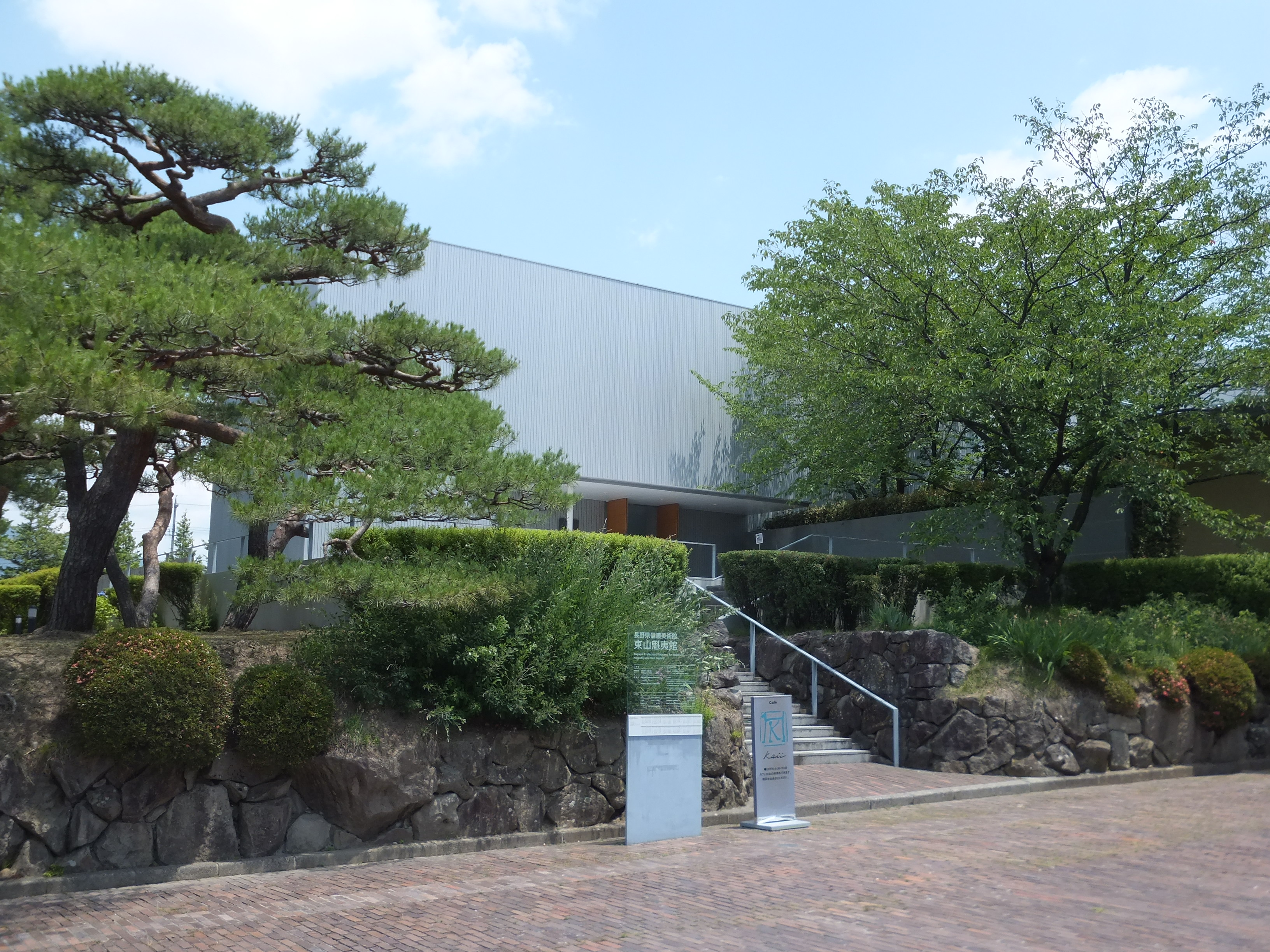
東山魁夷館（2012年）

## 営業
営業時間
9:00〜17:00
休館日
毎週水曜日・年末年始 ほか

## 交通
- JR・長野電鉄長野駅からアルピコ交通（川中島バス）善光寺口バス乗り場①の11・16・17系統に乗車、「善光寺北」下車、徒歩約３分。又はJR長野駅善光寺口バス乗り場①及び⑦の善光寺経由のバス、もしくは善光寺行き「びんずる号」で 「善光寺大門」下車(所要時間約13分)、表参道を善光寺本堂方向に歩き、本堂を右方向、城山公園へ 徒歩約10分。
- (※注意)長野県立美術館には一般来館者のための駐車は認められていない。併設の東山魁夷館北側の駐車場は、大型バス、障害者など信州パーキングパーミット制度にて指定の専用駐車場となっている[6]。

### 広報資料・プレスリリースなど一次資料
1. ↑  概要 - 長野県信濃美術館・東山魁夷館
2. ↑  東山魁夷館の設計にあたって～作品の「額縁」に～／谷口吉生 - 長野県信濃美術館・東山魁夷館
3. ↑  “信濃美術館の今後のあり方及び整備に関する基本方針（案）について” (PDF).   長野県信濃美術館整備検討委員会 (2016年3月23日). 2017年5月4日閲覧。
4. ↑  “信濃美術館整備に関する情報”.   長野県県民文化部文化政策課信濃美術館整備室. 2017年5月4日閲覧。